# Enigmopora darveliensis
Espèce
Statut de conservation UICN

 DD  : Données insuffisantes
Statut CITES
Enigmopora darveliensis est une espèce de coraux de la famille des Acroporidae.

## Étymologie
Son nom spécifique, composé de darvel(i) et du suffixe latin -ensis, « qui vit dans, qui habite », lui a été donné en référence au lieu de sa découverte, la baie de Darvel (Nord-Est de l'île de Bornéo - État de Sabah, Malaisie). 

## Publication originale
- Ditlev, 2003 : New Scleractinian corals (Cnidaria: Anthozoa) from Sabah, North Borneo. Description of one new genus and eight new species, with notes on their taxonomy and ecology. Zoologische Mededelingen Leiden, vol. 77, pp. 193-219 (texte intégral) (en).